# Districtul Helmstedt
Helmstedt este un district (Kreis) în landul Saxonia Inferioară, Germania.